# Henryk Melcer-Szczawiński
Henryk Melcer-Szczawiński (Kalisch, 21 de setembre de 1869 – Varsòvia, 18 d'abril de 1928 fou un pianista i compositor polonès del Romanticisme. Estudià en el Conservatori de Varsòvia i de Viena i el 1895 i 1898 assolí els premis Rubinstein i Paderewski pels seus concerts en mi menor i do menor, respectivament. Després donà concerts en les principals capitals d'Europa, fou professor dels conservatoris de Hèlsinki, - llavors Helsingsfors - i de Lemberg, director de la Filharmònica de Lemberg, professor del Conservatori de Viena de 1903 a 1906 i director de la Filharmònica de Varsòvia. A més dels seus concerts per a piano, va compondre un trio per a piano i instruments de corda, una sonata per a violí, les òperes Maria (Varsòvia, 1906), i Protesilao i Laodamia, una obra per a cor i orquestra, lieder, etc.